# Næstved Rådhus
Næstved Rådhus er beliggende i Næstved på Teatergade 8. Rådhuset er opført i 1939 – 40 af arkitekterne Jørgen Otbo og Ludvig Beldring. 
Den 27. september 1937 udskrev Næstved byråd en arkitektkonkurrence, som havde deltagelse af Næstveds fem arkitekter. Arkitektkonkurrencens opgave var udformning af en ny administrationsbygning til kommunens politikere og ansatte. Bygningen erstattede byens tidligere rådhus fra 1857.
Rådhusets kobber klokkeværk er en gave fra DiBa (tidligere Næstved Diskontobank). Rådhuset er beliggende over for Munkebakken, med skulpturen Trolden beliggende på modsatte side. 
For nogle år tilbage blev der indrettet en ny byrådssal, med blandt andet indbygget kamera, således at offentligheden via internettet kan følge med i byrådsmøderne. 
Den nye byrådssal er tegnet af arkitekt Claes Nordsted.